# 딱총새우상과
딱총새우상과(Alpheoidea)는 생이하목에 속하는 갑각류 상과의 하나이다. 알페우스과, 바르보우리아, 힙폴리테과, 오기리데스과를 포함하고 있다.

## 하위 과
- 딱총새우과 (Alpheidae) Rafinesque, 1815
- 바르보우리아과 (Barbouriidae) Christoffersen, 1987
- 꼬마새우과 (Hippolytidae) Bate, 1888
- 뿔눈새우과 (Ogyrididae) Holthuis, 1955